# After Dark
『After Dark』（アフター・ダーク）は、LOVE FMで放送されているラジオ番組。かつてはRADIO-iでも開局当初から閉局時まで放送されていた（2000年4月1日～2010年9月29日）。

## 概要
- 全編英語での曲紹介・解説、およびフリートークで構成されている。
- 主に1960年代～1980年代の洋楽をかけているが、ごくまれに日本の歌手が歌う歌謡曲[注 1]や日本の歌謡曲を外国の歌手がカバーで歌っているバージョン[注 2]が流れることもある。
- 途中飛び乗りないしは飛び降りを考慮して、毎時00分と30分[注 3]にはオープニングに相当する番組ジングルが、毎時00分に向かう数分前にエンディングに相当する番組ジングルが挿入される。ただし、番組そのものは26時で終了する（LOVE FMの日曜除く）。なお、ジングルは何種類か用意されている。
- 特別番組や平日・土曜23時台を中心としたレギュラー番組(番組販売など)の挿入などで、改編期に関係なく(早ければ1か月単位で)番組開始時間が30分～1時間の変動発生がままある[注 4]。
- 2014年秋まではTom Dufleit（トム・デュフレ）1人で毎日行っていたが、2014年秋以降は、日曜から木曜はWillow Simon（ウィロー・サイモン）が担当するようになった。
- LOVE FM単独になってからは、Tom Dufleit担当の際は、番組終了前にLOVE FMの放送エリアと本局・支局の周波数を案内して曲を流すスタイルを採っている。
- 番組のジングル、エンディング相当のフィラーはWarner/Chappell Production Musicの「Who Did That Music」シリーズが使用されている。
- 2016年9月初旬よりTom Dufleitが再び毎日担当になったものの、しばらくLOVE FM公式サイト上のタイムテーブルおよび番組情報では従来のままであったが、2019年4月頃に修正された。

## 放送時間

### 現在
2025年5月3日現在
LOVE FM
- 毎週月 - 水曜 23:00 - 2:00
- 毎週木・土曜 24:00 - 2:00
- 毎週金曜 23:30 - 2:00
- 毎週日曜 22:00 - 1:00 ※第1日曜のみ23:00 - 1:00

※先述の通り、番組開始時間が月単位で特別番組やレギュラー番組の挿入での変更が起こることもあるが、編成によって大きく変動することもある。

### 過去
RADIO-i
- 毎週火 - 金曜 0:00 - 2:00（月 - 木曜 24:00 - 26:00）
- 毎週土曜 1:00 - 2:00（金曜 25:00 - 26:00）
- 毎週日曜 0:00 - 2:00（土曜 24:00 - 26:00）
- 毎週月曜 0:30 - 2:00（日曜 24:30 - 26:00）

## パーソナリティ[注 6]
- Tom Dufleit  (全日。2014年10月～2016年9月頃の間は金・土曜日担当)

LOVE FMでは他に、月曜・木曜(第1週を除く)19:00 - 20:00・火曜19:00 - 19:30に放送の「Bay Breeze」でもDJを担当している。

### 過去のパーソナリティ
- Willow Simon（2014年10月～2016年9月頃 月～木・日曜日担当）